# Speechless (Jay Park)
Speechless è un brano musicale del cantante sudcoreano Jay Park in collaborazione con Cha Cha Malone, pubblicato come singolo sul mercato in inglese il 4 ottobre 2010 in anteprima su Bandcamp, ed in seguito su iTunes l'11 ottobre 2010. Il brano è stato pubblicato in Corea del Sud come lato B del singolo Bestie.

## Tracce
Download digitale
1. Speechless - 3:59